# Эволюция (фонд)
Фонд «Эволюция» — просветительский фонд, созданный российскими учёными и научными журналистами в 2015 году для популяризации науки и научного мировоззрения.

## Деятельность фонда
Миссия фонда «Эволюция» — системная поддержка научно-просветительских проектов и развитие просветительского сообщества в России. Фонд ведёт собственные некоммерческие проекты, а также осуществляет поддержку уже внедрённых инициатив. Программы финансируются из средств краудфандинга и адресными пожертвованиями частных доноров, в том числе исполнительного директора фонда Петра Талантова, основателя портала florist.ru. За первый год работы было собрано 6,3 млн рублей.
- Книгоиздание[2][4] — поддержка издания зарубежных и отечественных научно-популярных книг. С июля 2016 года совместно с «Книжными проектами Дмитрия Зимина» осуществляется выпуск книжной серии Primus. Первые книги этой серии — книга Б. Жукова «Введение в поведение. История наук о том, что движет животными и как их правильно понимать» (издательство Corpus) и книга М. Никитина «Происхождение жизни. От туманности до клетки» (издательство «Альпина нон-фикшн»)[5]. За первый год при поддержке «Эволюции» вышли восемь научно-популярных книг[6]. Партнёрами фонда являются издательства Corpus, «Альпина нон-фикшн» и «Манн, Иванов и Фербер».
- Научные школы[7] (финансовая поддержка, стипендии для школьников). В 2017 году фонд поддержал проведение пяти летних научных школ для старшеклассников[8]. В 2018 году было поддержано аналогичное число летних школ. Как правило, фонд предоставляет книги для подарков школьникам, а также организует выступления своих лекторов на школах.
- Научные события[2][4]. Весной и осенью «Эволюция» устраивает региональные лекционные туры, которые за два года, по данным самого фонда, собрали около 4 тысяч человек[9].
- Перевод мультимедиа — создание русских субтитров для англоязычных научно-популярных лекций (всего, по данным фонда, были переведены семь лекций[10]);
- Поддержка борьбы с лженаукой[7] — поддержка создания меморандумов Комиссии по борьбе с лженаукой и фальсификацией научных исследований при Президиуме РАН. Всего с момента создания фонда было подготовлено два таких меморандума — о лженаучности дерматоглифики[11] и гомеопатии[12], хотя «Эволюция» планировала выпускать несколько меморандумов в год. Также фонд вручает антипремию ВРАЛ за вклад в российскую лженауку.
- Школа лекторов — подготовка квалифицированных лекторов в области науки и техники. В 2016—2018 годах было проведено четыре потока обучения, подготовлено в общей сложности порядка 60 лекторов.
- Программа поддержки учителей — обеспечение их научно-популярными книгами, а также методическими материалами для проведения занятий со школьниками.

## Совет Фонда
В совет фонда входит 14 человек:
- Борис Штерн, д-р физ.-мат. наук, главный редактор газеты «Троицкий вариант — Наука», финалист премии «Просветитель».
- Михаил Гельфанд, д-р биол. наук, член Academia Europaea, заместитель директора ИППИ РАН.
- Александр Марков, председатель Совета фонда, д-р биол. наук, лауреат премии «Просветитель».
- Ася Казанцева, научный журналист, лауреат премии «Просветитель».
- Борис Долгин, научный редактор портала «Полит.ру».
- Александр Панчин, канд. биол. наук, старший научный сотрудник ИППИ РАН.
- Ирина Левонтина, канд. филол. наук, ведущий научный сотрудник Института русского языка РАН, финалист премии «Просветитель».
- Виктор Васильев, д-р физ.-мат. наук, академик РАН, ординарный профессор и член Учёного совета ВШЭ, президент Московского математического общества.
- Варвара Горностаева, главный редактор издательства Corpus.
- Александр Дубынин, организатор научных событий, директор фестиваля науки Eureka!Fest.
- Аскольд Иванчик, д-р ист. наук, член-корреспондент РАН.
- Валерий Рубаков, д-р физ.-мат. наук, академик РАН.
- Пётр Талантов, исполнительный директор фонда, организатор научно-популярных лекций в Казани.
- Юрий Баевский, организатор научных фестивалей, старший преподаватель нижегородского филиала ВШЭ.

## История
Фонд основан в октябре 2015 года вскоре после ликвидации фонда «Династия», признанного иностранным агентом, занимавшимся политической деятельностью, по инициативе нескольких человек, в числе которых главный редактор газеты «Троицкий вариант — наука» Б. Штерн, биоинформатик М. Гельфанд и другие. Учредителями фонда как юридического лица выступили АНО «Троицкий вариант» и ООО «Думай».